# Combine painting

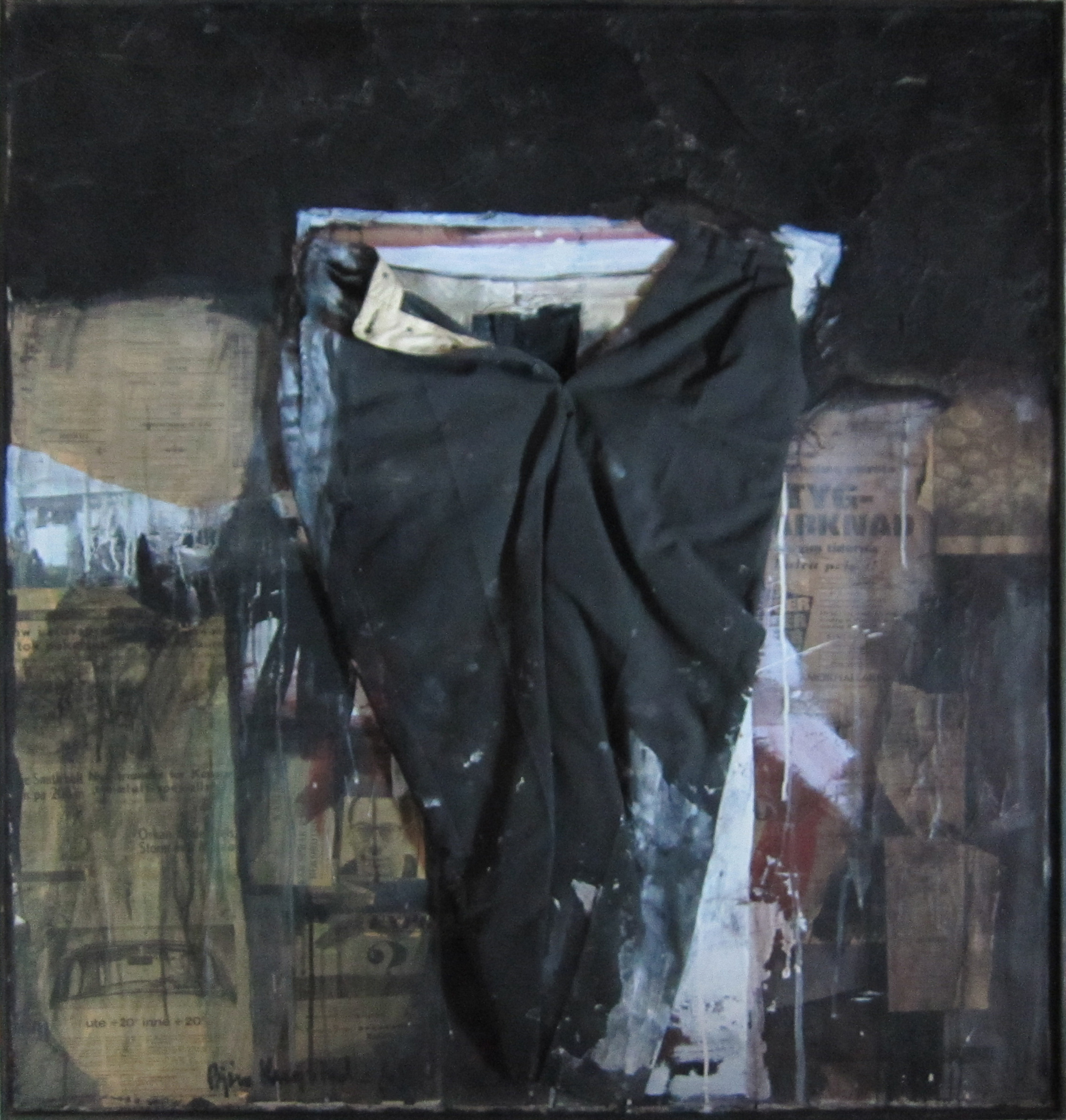
A norvég művész, Bjørn Krogstad Buksa mi (Nadrágaim) c. alkotása, 1968

Combine painting (angol nyelvű kifejezés, magyarul: kombinált festmény, hibrid vagy kevert festmény) a pop-art egyik, Robert Rauschenberg nevéhez fűződő változata az 1960-as évekből. A művész tárgyakat, újságfotókat, különböző fajta anyagokat és hulladékokat ragasztott képeinek felületére, melyek által képei gyakran reliefszerűvé váltak. Számos követője akadt e technikának, de nem feltétlenül tartós ideig, a festők hamar stílust váltottak vagy más technikákkal (például arte povera) ötvözték ezt a technikát. Huzamosabb ideig kifejezetten combine painting technikát alkalmazók kevesen akadtak, Rauschenberg mellett leginkább egy másik amerikai festő Jasper Johns.
Rauschenberg képei felületére nagyobb részben kétdimenziós anyagokat épített be, de a "fröccsenő és csöpög a festék" technikával alkalmi háromdimenziós alkotásokat hozott létre, mintegy egyesítve a festészetet és a szobrászatot. Így a combine painting alkalmazóit már nem is kifejezetten festőművészeknek, hanem képzőművészeknek tekintjük, hiszen a kétdimenziós festészet határait átlépték. Számos, a mindennapi életből vett humor, ötlet, meglepetés kerül a combine painting technikát alkalmazók vásznára. A magyarok közül egyik kiemelkedő képviselőjük M. Novák András.